# Beatriz Ferrer-Salat
Beatriz Ferrer-Salat Serra de Migui (Barcelona, 11 maart 1966) is een Spaans amazone, die gespecialiseerd is in dressuur. Ferrer maakte haar debuut tijdens de Olympische Zomerspelen 1996 met de 32e plaats individueel en de zevende plaats in de landenwedstrijd. Vier jaar later werd Ferrer in Sydney tiende individueel en vijfde in de landenwedstrijd. Ferrer won tijdens de Wereldruiterspelen 2002 de zilveren medaille individueel en de bronzen medaille in de landenwedstrijd. Bij Ferrers derde olympische deelname in Athene won ze de zilveren medaille in de landenwedstrijd en de bronzen medaille individueel. Twaalf jaar later nam Ferrer wederom deel aan de Olympische Zomerspelen in Rio de Janeiro en behaalde toen de tiende plaats.

## Resultaten
- Olympische Zomerspelen 1996 in Atlanta 32e individueel dressuur met Brillant
- Olympische Zomerspelen 1996 in Atlanta 7e landenwedstrijd dressuur met Brillant
- Wereldruiterspelen 1998 in Rome 33e in de individueel dressuur met Brillant
- Wereldruiterspelen 1998 in Rome 6e in de landenwedstrijd dressuur met Brillant
- Olympische Zomerspelen 2000 in Sydney 10e individueel dressuur met Beauvalais
- Olympische Zomerspelen 2000 in Sydney 5e landenwedstrijd dressuur met Beauvalais
- Wereldruiterspelen 2002 in Jerez de la Frontera  in de individueel dressuur met Beauvalais
- Wereldruiterspelen 2002 in Jerez de la Frontera  in de landenwedstrijd dressuur met Beauvalais
- Olympische Zomerspelen 2004 in Athene  individueel dressuur met Beauvalais
- Olympische Zomerspelen 2004 in Athene  landenwedstrijd dressuur met Beauvalais
- Olympische Zomerspelen 2016 in Rio de Janeiro 10e individueel dressuur met Delgado